# Daylight Again
Albums de Crosby, Stills & Nash
Replay
(1980) Allies
(1983)
Daylight Again est le troisième album studio du trio Crosby, Stills & Nash. Il est sorti en 1982 sur le label Atlantic Records.

## Histoire
La genèse de l'album réside dans des enregistrements réalisés par Stephen Stills et Graham Nash à intervalles réguliers entre 1980 et 1981 et l'album devait à l'origine être un projet « Stills-Nash » inclusivement, sans David Crosby. Ils ont employé Art Garfunkel, Timothy B. Schmit et Mike Finnigan pour chanter sur des chansons sur lesquelles Crosby aurait dû apparaitre. Les dirigeants d'Atlantic Records, cependant, n'étaient guère intéressés par autre chose que les produits CSN des membres du groupe et exigèrent la présence de Crosby, obligeant Nash et Stills à payer les sessions de leur poche s'ils refusaient sa présence sur l'album. Ces derniers se sont alors tournés vers le point de vue des dirigeants de la maison de disques et ont décidé d'inviter David Crosby à participer à la dernière minute. Il n'y apparait toutefois que sur une seule chanson, Delta une de ses compositions, et n'y joue que les claviers sans apparaitre nulle part ailleurs sur l'album. 
Daylight Again est le premier album du groupe à sortir à l'ère de la vidéo, et une vidéo a été filmée pour "Southern Cross", mettant en vedette le groupe et l'une de leurs métaphores préférées, un voilier. Il a reçu une bonne rotation sur MTV en 1982 et 1983 et a contribué à propulser les ventes de l'album. Il est sorti sur disque compact à trois reprises : une première fois dans les années 1980 ; remasterisé à l'aide des bandes originales par "Ocean View Digital" et réédité le 20 septembre 1994 ; et à nouveau remasterisé en utilisant le processus HDCD et réédité par "Rhino Records" le 24 janvier 2006, avec quatre titres bonus.
L'album réalise de bonnes ventes aux États-Unis (8e), de même que les trois singles qui en sont tirés : Wasted on the Way (9e), Southern Cross (18e) et Too Much Love to Hide (69e).

## Fiche technique

### Titres

#### Album original
| 1. | Turn Your Back on Love | Stephen Stills, Graham Nash, Michael Stergis   | 4:51 |
| 2. | Wasted on the Way      | Graham Nash                                    | 2:52 |
| 3. | Southern Cross         | Stephen Stills, Richard Curtis, Michael Curtis | 4:41 |
| 4. | Into the Darkness      | Graham Nash                                    | 3:23 |
| 5. | Delta                  | David Crosby                                   | 4:15 |

| 6.  | Since I Met You                           | Stephen Stills, Michael Stergis     | 3:12 |
| 7.  | Too Much Love to Hide                     | Stephen Stills, Gerry Tolman        | 3:58 |
| 8.  | Song for Susan                            | Graham Nash                         | 3:08 |
| 9.  | You Are Alive                             | Stephen Stills, Stergis             | 3:04 |
| 10. | Might As Well Have a Good Time            | Judy Henske (en), Craig Doerge (en) | 4:28 |
| 11. | Daylight Again / Find the Cost of Freedom | Stephen Stills                      | 2:36 |

#### Rééditions
La réédition CD de l'album parue en 2006 comprend quatre titres bonus :
| 12. | Raise a Voice                  | Stephen Stills, Graham Nash | 2:34 |
| 13. | Feel Your Love                 | Stephen Stills, Graham Nash | 4:28 |
| 14. | Tomorrow Is Another Day        | Stephen Stills              | 4:05 |
| 15. | Might As Well Have a Good Time | Judy Henske, Craig Doerge   | 4:15 |

### Musiciens

#### Crosby, Stills and Nash
- David Crosby : chant et claviers (5)
- Stephen Stills : chant, piano électrique Fender Rhodes (1, 6), piano Analogue Yamaha CP-30 (6), claviers (12), guitare électrique (1, 3, 4, 6, 7, 9, 12-14), guitare acoustique (2, 3, 11) banjo (11), percussions (7)
- Graham Nash : chant, guitare électrique (1, 4), harmonica (9, 12), piano (8), orgue (4), percussions (7)

#### Musiciens supplémentaires
- Mike Finnigan – orgue (1, 7, 10, 13, 14), piano de scène analogique Yamaha CP-30 (3), piano électrique (4), piano acoustique (7), claviers (9), chœurs (1, 3, 4, 6, 7, 9)
- Craig Doerge – synthétiseur (1, 5, 8, 14), claviers (2, 5, 12), Fender Rhodes (8), piano acoustique (10, 14, 15)
- Richard T. Bear – piano acoustique (3), synthétiseur (3)
- Jay Ferguson – orgue (8)
- James Newton Howard – claviers (12)
- Michael Stergis – guitare acoustique (2, 3, 6, 8, 9), guitare électrique (1, 4, 7, 13, 14)
- Joel Bernstein – guitare acoustique (2, 8), guitare électrique (8)
- Dean Parks – guitare électrique (5)
- Gerry Tolman – guitare électrique (6)
- Danny Kortchmar – guitare électrique (12)
- George "Chocolate" Perry – basse (1, 3, 4, 6, 7, 9, 12-14)
- Bob Glaub – basse (2)
- Leland Sklar – basse (5)
- Timothy B. Schmit – chœurs (1-4, 8, 14), basse (8)
- Art Garfunkel – chœurs (11)
- Joe Vitale – batterie (1, 3, 4, 7, 9, 13, 14)
- Russ Kunkel – batterie (2, 5, 8)
- Jeff Porcaro – batterie (6, 12)
- Joe Lala – percussions (2-4, 6, 7, 9, 13), congas (12)
- Wayne Goodwin – fiddle (2), arrangements pour violoncelle (8)
- Roberleigh Barnhart – violoncelle (8)
- Ernie Ehrhardt – violoncelle (8)
- Miguel Martínez – violoncelle (8)

### Équipe de production
- Stills & Nash – producteurs (1-4, 6-11)
- Crosby - producteur  (5)
- Steve Gursky – coproducteur (1-4, 6-11), ingénieur
- Stanley Johnston – coproducteur (1-4, 6-11), producteur (10), ingénieur
- Craig Doerge – producteur (5, 10)
- Stephen Barncard – ingénieur supplémentaire
- Gaylord Holomalia – deuxième ingénieur
- Jerry Hudgins – deuxième ingénieur
- Gerry Lentz – deuxième ingénieur
- Jay Parti – deuxième ingénieur
- Gordon Rowley – deuxième ingénieur
- Russell Schmitt – deuxième ingénieur
- Stan Richter – mastering original
- Joe Gastwirt – remasterisation numérique
- Jimmy Wachtel – direction artistique
- Mac James – création du logo
- Gilbert Williams – peinture de la couverture
- Henry Diltz – photographie de couverture arrière
- Mark Hanauer – photographie de couverture
- Eric Waltersheid – assistant photo de couverture
- Bill Siddons – gestion
- Gestion Crosslight – gestion
- Jeff Wald & Associés – direction